# 大逃港
『大逃港』(だいとうこう)は、著者陳秉安による記者リポートの書籍で、深圳などを取材し、中華人民共和国成立前後に中国大陸から香港へ密航した人々の血と涙の物語を記録している。

## 内容
本書の著者は、大逃港時期の当事者に直接取材し、また各省市の当時の記録資料を調査して、大逃港の背景、過程、そして影響について語っている。
この歴史を明らかにするために、著者は22年の歳月をかけて百数十人の関係者にインタビューし、多くの資料を収集した。2010年10月、長編ルポルタージュ『大逃港』が公開出版された。
一部の歴史研究者によれば、深圳経済特区設立30周年の節目に、この30万字以上の作品が発表されたことは非常に重要な象徴的意義を持つ。なぜなら、「この断続的で大規模な逃港の潮流こそが、中国の改革開放の最も重要な決定の一つである深圳経済特区の設立に対して、深く痛ましい前奏曲となった」からである。
著者は常に深圳宝安のある農民の言葉を繰り返している。「『改革開放』という４文字は、あなたたちはペンで書いたが、我々は血で書いたのだ！」

## 著者紹介
陳秉安は湖南省桂陽県出身の記者であり作家である。
中国作家協会会員であり、深圳市作家協会副主席を務める。1978年に湖南師範学院中文科に入学し、長年にわたりジャーナリズムに従事。長編ルポ『深圳のスフィンクスの謎』は1990～1991年の全国報告文学賞を受賞している。